# Great Plains
Great Plains ("De store sletter") er et stort område med prærie og steppe som ligger øst for Rocky Mountains i USA og Canada. Dette område dækker dele af de amerikanske stater Colorado, Kansas, Montana, Nebraska, New Mexico, North Dakota, Oklahoma, South Dakota, Texas og Wyoming og de canadiske provinser Alberta, Manitoba og Saskatchewan. I Canada er betegnelsen prærie mere almindelig, og regionen er mere kendt som prærieprovinserne eller bare "prærierne".
40°N 100°V / 40°N 100°V